# Danuta Kordaczuk
Danuta Kordaczuk-Wagner, née le 2 septembre 1939 à Varsovie et morte le 10 avril 1988 à Varsovie, est une joueuse de volley-ball polonaise.

## Carrière
Danuta Kordaczuk participe aux Jeux olympiques de 1964 à Tokyo et remporte la médaille de bronze avec l'équipe nationale de Pologne lors de cette compétition.